# Weiherhammer
Weiherhammer es un municipio situado en el distrito de Neustadt an der Waldnaab, en el estado federado de Baviera (Alemania), con una población a finales de 2016 de unos 3873 habitantes.
Se encuentra ubicado al noreste del estado, en la región de Alto Palatinado, a poca distancia de la orilla del río Naab —un afluente izquierdo del Danubio— y de la frontera con República Checa.